# Англезит
Англезит је основни сулфатни минерал, PbSO4. Јавља се као продукт оксидације сулфидне руде галенита. Англезит се јавља као призматични ромбични кристал као земљаста маса, и изоморфно са баритом и целестином. Англезит је бело-сиве боје са бледожутим цртама. 